# Chirita balansae
Chirita balansae är en tvåhjärtbladig växtart som beskrevs av Emmanuel Drake del Castillo. Chirita balansae ingår i släktet Chirita och familjen Gesneriaceae. Inga underarter finns listade i Catalogue of Life.